# 新立镇 (盘锦市)
新立镇，是中华人民共和国辽宁省盘锦市大洼区下辖的一个乡镇级行政单位。

## 行政区划
新立镇下辖以下地区：
唐家村、张家村、云家村、杨家村、苏家村、孙家村和史家村。